# Hylaeus dentiferellus
Hylaeus dentiferellus là một loài Hymenoptera trong họ Colletidae. Loài này được Strand mô tả khoa học năm 1912.